# I. Hunsekere, Belur
I. Hunsekere là một làng thuộc tehsil Belur, huyện Hassan, bang Karnataka, Ấn Độ.